# Stalag XVII-B
Le stalag XVII-B était un camp de prisonniers situé à Krems-Gneixendorf (en), en Autriche, pendant la Seconde Guerre mondiale.

## Contexte historique
Les stalags XVII dépendaient du Wehrkreis XVII, le 17e district militaire allemand, dont le siège était à Vienne. 